# یوری مالمیلیان
یوری مالمیلیان (به انگلیسی: Uri Malmilian) هافبک اهل اسرائیل است که از سال ۱۹۷۵ تا ۱۹۹۰ میلادی عضو تیم ملی فوتبال اسرائیل بوده و در ۶۲ بازی ملی حضور داشته است. یوری مالمیلیان توانسته در بازی‌های ملی، ۱۶ گل به ثمر برساند.